# Relaciones Argentina-Irak
Las relaciones Argentina-Irak son las relaciones internacionales entre la República Argentina y la República de Irak. La relación entre Argentina e Irak se remonta a muchos años atrás, cuando ambos países establecieron lazos diplomáticos y comerciales. A lo largo de la historia, han compartido momentos de cooperación y colaboración en diferentes áreas, desde el comercio y la inversión mutua, hasta la cultura y el turismo.

## Historia
Argentina e Irak comparten una rica historia que se remonta a la época de la colonización española en América Latina. Ambos países han experimentado luchas por la independencia y las dictaduras, lo que ha creado un vínculo especial entre ellos. En la década de 1950, Argentina e Irak establecieron relaciones diplomáticas, lo que marcó el inicio de una colaboración más estrecha en diferentes áreas.

## Comercio bilateral e Inversiones mutuas
El comercio bilateral entre Argentina e Irak ha experimentado altibajos a lo largo de los años, pero ha mostrado un crecimiento constante en los últimos años. Argentina exporta principalmente productos agrícolas, como carne y maíz, a Irak, mientras que Irak exporta petróleo y productos químicos a Argentina. Además, ambos países han realizado inversiones mutuas en diferentes sectores, como la energía y la infraestructura.

## Cooperación internacional e intercambio cultural
Argentina e Irak han colaborado estrechamente en el ámbito internacional, participando juntos en organizaciones como las Naciones Unidas y la Organización Mundial del Comercio. Además, ambos países han promovido el intercambio cultural a través de programas de intercambio de estudiantes, exposiciones artísticas y festivales culturales. Esta cooperación ha fortalecido los lazos entre ambos países y ha generado un mayor entendimiento mutuo.

## Política, diplomacia y defensa
En el ámbito político y diplomático, Argentina e Irak han mantenido una relación cordial y amistosa, basada en el respeto mutuo y la cooperación. Ambos países han trabajado juntos en temas de interés común, como la lucha contra el terrorismo y la promoción de la paz y la estabilidad en la región. Además, Argentina ha brindado apoyo a Iraq en áreas como la formación de fuerzas de seguridad y la reconstrucción posconflicto.

## Turismo, Arte y patrimonio
El turismo entre Argentina e Irak ha experimentado un crecimiento significativo en los últimos años, gracias a la promoción de destinos turísticos y la facilitación de visados para los ciudadanos de ambos países. Argentina es conocida por su rica historia y cultura, mientras que Irak ofrece a los turistas la oportunidad de explorar antiguos sitios arqueológicos y monumentos históricos. Además, ambos países comparten un rico patrimonio artístico, reflejado en sus obras de arte y arquitectura tradicional.
En resumen, la relación entre Argentina e Irak es diversa y multidimensional, abarcando áreas como la historia compartida, el comercio bilateral, la cooperación internacional, la política y la diplomacia, el turismo, el arte y el patrimonio. Ambos países han demostrado un compromiso firme con el fortalecimiento de sus lazos y la promoción de una relación mutuamente beneficiosa. A medida que continúan colaborando en diferentes áreas, se espera que la relación entre Argentina e Iraq siga creciendo y fortaleciéndose en el futuro.